# Skanderborg község
Skanderborg község (dánul: Skanderborg Kommune) Dánia 98 községének (kommune, helyi önkormányzattal rendelkező közigazgatási egység) egyike. A Midtjylland régióban található. Skanderborg község Horsens, Samsø, Favrskov, Aarhus és Odder községekkel határos. Lakosainak száma 59 481 fő (2016).